# Сливиньский, Пётр
Пётр Сливиньский (пол. Piotr Marian Śliwiński, род. 2 февраля 1962, Острув-Велькопольски, Великопольское воеводство) — польский литературовед, литературный критик, исследователь современной польской поэзии, преподаватель и профессор гуманитарных наук.

## Биография
Докторскую степень он получил в 1995 году, защитив диссертацию под названием «Популярные романы Т. Доленги-Мостовича как попытка культурной критики»; научный руководитель — профессор Янина Тереза Абрамовская. Хабилитацию получил в 2002 году на основании оценки своей научной диссертации под названием «Приключения со свободой. Заметки о современной поэзии» (пол. Przygody z wolnością. Uwagi o poezji współczesnej).
Учёное звание профессора гуманитарных наук ему присвоено решением Президента Республики Польша от 23 апреля 2009 года. Сливиньский работает профессором Института польской филологии, факультета польской и классической филологии Университета им. Адама Мицкевича в Познани.
Сливиньский — автор статей и книг по литературной критике (в том числе Poetyckie awangardy — awangarda przedwojenna — Поэтические авангардисты — довоенный авангард, 2004, Świat na brudno. Szkice o poezji i krytyce — Мир начерно. Очерки о поэзии и критике, 2007), соавтор книги «Польская литература XX века» (совместно с Анной Легежинской и Богумилой Каневской), «Польская литература 1976—1998» (совместно с Пшемыславом Чаплиньским) и «Польская поэзия после 1968 года» (совместно с Анной Легежинской). В 2012 году он опубликовал сборник эссе Horror Poeticus.
Пётр Сливиньский — создатель и куратор Познанского фестиваля поэтов (первый раз состоялся в 2003 году, проводится раз в два года). В 2006—2013 годах председатель жюри Литературной премии Гдыни. В 2016—2021 годах член жюри Центральноевропейской литературной премии «Ангелус». Председатель жюри Вроцлавской поэтической премии «Силезиус».
В 2008 году он был удостоен премии Казимежа Выки. Стипендиат Международной писательской программы (США, 2000). Многолетний редактор журналов «Polonistyka» и «Познаньские студии полонистики».
В 2015 году он стал председателем и членом жюри Познаньской литературной премии. Также он является руководителем проекта «Польская современная поэзия. Энциклопедический справочник».

## Награды

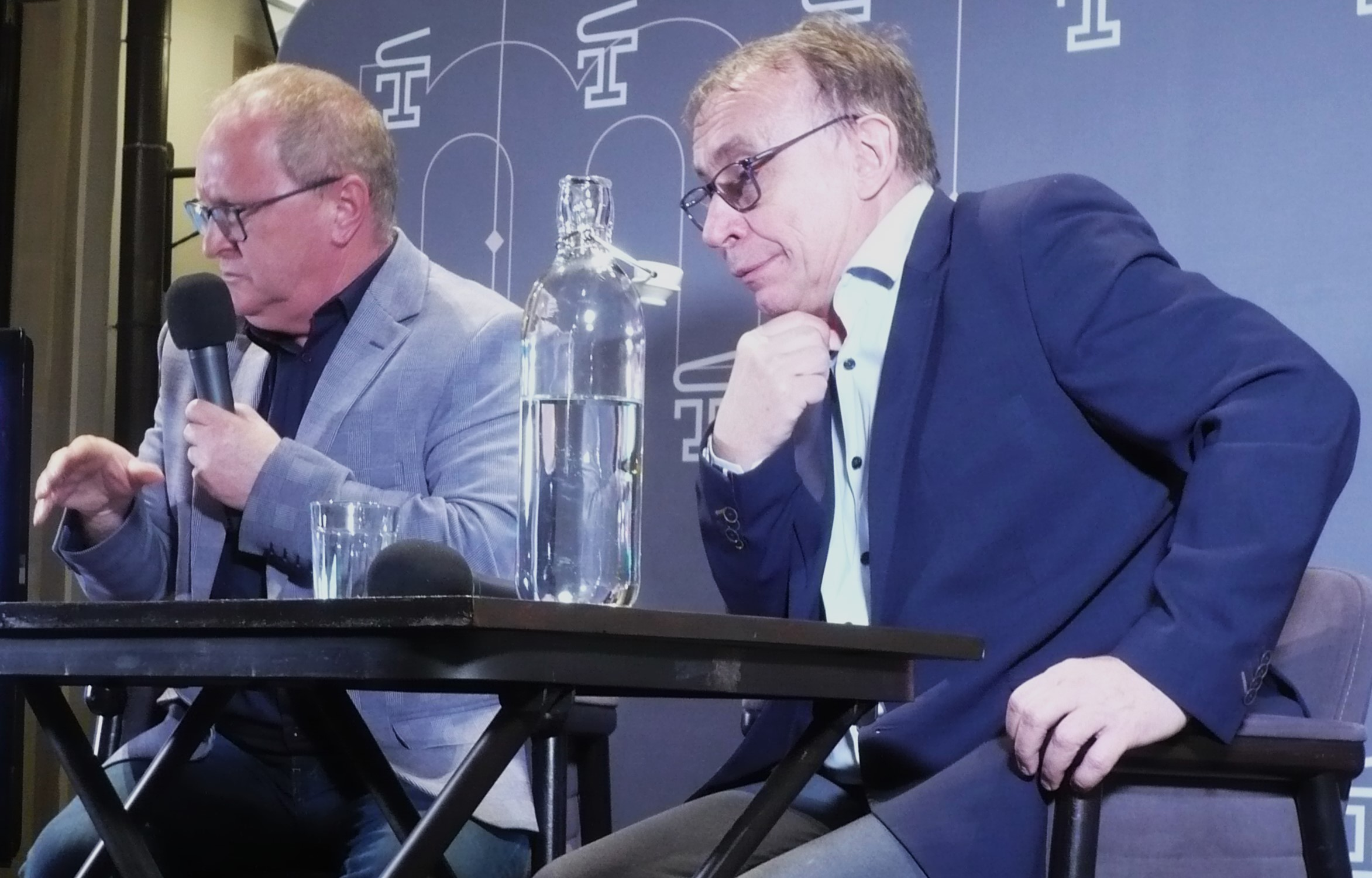
Малишевский, Кароль и Пётр Сливиньский

- Рыцарский крест ордена Возрождения Польши (2017 г.)[8]